# طوق الحمام
طوق الحمام رواية للكاتبة السعودية رجاء عالم. صدرت الرواية لأوّل مرة عام 2010 عن المركز الثقافي العربي في الدار البيضاء. حازت على الجائزة العالمية للرواية العربية لعام 2011 (مناصفة مع «القوس والفراشة» لمحمد الأشعري)، المعروفة باسم «جائزة بوكر العربية». ومنذ انطلاق الجائزة في دورتها الأولى عام 2007 حتى الدورة التاسعة 2015 تعد الدورة الرابعة (2011) حيث فارت «طوق الحمام»، هي المرة الأولى والوحيدة في تاريخ الجائزة، تفوز فيها روائية عربية، كذلك المرة الأولى والوحيدة في تاريخ الجائزة، تقاسمت فيها روايتان الجائزة، مما أطلق عليها «دورة المناصفة».

## شخصيات الرواية
- عائشة: فتاة مشلولة تكتب مذكرات تعكس ظلم المجتمع للمرأة ومعاناتها الداخلية.
- نورا / عزة: تحولت من محظية خاضعة إلى فنانة حرة، تمثل تحرر المرأة من القهر.
- يوسف: شاب متمرد يثور ضد المنافقين باسم الدين، وينتهي في مصحة عقلية.
- خالد الصبيحان: رجل أعمال يرمز للرأسمالية التي تدمّر التراث المكي.
- المرأة المقتولة: شخصية غامضة تمثل بداية الرواية البوليسية وتفتح باب الأسئلة.
- الشيخ مزاحم: يمثل تناقض السلطة الدينية بين التقوى الظاهرة والبطش الخفي.
- أبو الرووس: راوي يرمز لحي شعبي قديم مليء بالتاريخ المنسي والقسوة الاجتماعية.

## حول الرواية
«طوق الحمام» رواية بأجواء حجازية تدور أحداثها في مكة المكرمة، وهي رحلة تحاول الروائية من خلالها كسر الجدران المادية بخلق فضاءات افتراضية وروحية وفكرية أحيانًا. والواقع في هذه الرواية هو مزيج عضوي من التاريخ والحال الراهن والخيال أو «الفانتازيا»، أمّا شخصيات الرواية، فهي مزيج من أشخاص بلحم ودم وآخرين من نتاج الحلم، والراوي الرئيسي هو ليس الكاتبة ولا إحدى الشخصيات البشرية في روايتها، بل هو شارع «أبو الروس» في «مكة القديمة»، حيث تقيم معظم شخصياتها.

## تقنيات السرد في الرواية
اتبعت رجاء عالم تقنيات سردية مختلفة ومشوّقة لتنويع السرد والإحاطة بكافة الأحداث المتشابكة، احتشدت في ما يقارب 566 صفحة، من التفاصيل الدقيقة والمتداخلة، والسياقات العجائبية والواقعية، حيث تظهر فيها أصوات ومستويات متعددة للسرد، منها ما هو واقعي وما هو غرائبي أقرب إلى الخرافة أو الأسطورة، وحملت الرواية الكثير من الرموز والإشارة، والإبهام والتجريد والتركيب، يبدأ مطلعها براوٍ يسمي نفسه أبو الرؤوس يعرّف نفسه بأنه شارع أو (زقاق)، كما تضمّنت رسائل مكتوبة مسبقًا، ذات علاقة مباشرة بالحدث الرئيس في الرواية، مما جعل بعض النقاد يصنفوها ضمن الروايات الرسائلية، التي تعتمد في مسار أحداثها على أدب الرسائل.

## زمن ومكان أحداث الرواية
وفي حوار مع «رجاء عالم»، حول «مكة القديمة» وزقاق «أبو الروس» الذي تسرد في روايتها هذه حكاية نشؤه، مع أنّه لم يعُد موجودًا، بعدما هُدم في ثمانينيات القرن العشرين. سُئِلتْ الروائية:
| طوق الحمام | - - "إرمغارد بيرنر": أنتِ تعرفتِ في سنواتك الأولى على مكة القديمة وتبدو أغاني ذلك الزقاق أشبه بمرثية ذاكرة لأغانٍ كانت موجودة ذات يوم. - - "رجاء عالم": كلُّ ما أعرفه عن مكة عرفته عبر أحاديث أبي وأمي عنها. أي انتقل إليَّ شفويًا. هذه هي مصادري. كلُّ ما كان قائمًا ذات يوم اختفى. لم يعـُد الشارع موجودًا. وكذلك حال بيت جدي. عندما بدأت بكتابة الرواية، كان المنزل موجودًا وكانت هناك إشارة حمراء ملصقة عليه تدلُّ على أنه سوف يُهدم. كان منزلاً جميلاً يقوم على جبلٍ، وقد صُدمتُ حين شاهدت الإشارة. وعندما انتهيت من كتابة الرواية لم يكـُن المنزل وحده قد اختفى بل الجبل برمته. - - "إرمغارد بيرنر": إذن، مكة تتغير بشكلٍ كبير؟ - - "رجاء عالم": تمامًا كما تتغير مواقع أخرى في العالم. والسؤال الذي يطرح نفسه: هل ينبغي مواجهة هذا التغيير؟ نشأت هوية أخرى ومدينة ذات طابعٍ آخر، مدينة ذات مبانٍ شاهقة شُيدت من الزجاج والحديد الصلب. أما مكة القديمة فلم تعـُد موجودة سوى في روايتي، لذلك يستحوذ الكتاب على مكانة مميزة في قلبي. - - "إرمغارد بيرنر": ألا تُحزنكِ هذه التغيُّرات أبدًا؟ - - "رجاء عالم": نعم، بالتأكيد! "طوق الحمام" مرثية نابعة من حزني وقد كتبتها وأنا حانقة على هذه التغيُّرات. وفي نهاية الرواية ينهار المشهد بمجمله وأظلُ غاضبة. ولكنني شعرت فجأة بسكينة عظيمة، فمن نحن حتى نوقف مسارات هذه التغيُّرات؟ لندعها تتمّ، ومن يدري، ربما أفضت إلى شيءٍ ما. قلت لنفسي: هذا آخر كتاب أكتبه، انتهى الأمر. لكن بعد انتهائي من الكتابة بثلاثة أشهر بدأت بكتابة الرواية التالية. وهي مجددًا عن مكة. الأمر شبيه بالداء الذي لا فكاك منه. | طوق الحمام |